# Müller-Lyer-illusie

Illustratie van de Müller-Lyer-illusie

De Müller-Lyer-illusie is een optische illusie die ongeveer 125 jaar geleden werd ontdekt door Franz Müller-Lyer. Het gaat om de perceptie van de lengte van een lijnstuk. Een lijnstuk dat wordt afgesloten met een gewone pijlpunt lijkt korter dan hetzelfde lijnstuk met naar binnen gerichte pijlpunten.
De perceptie van deze illusie lijkt cultuurgebonden te zijn. In culturen zonder rechthoekige gebouwen en voorwerpen zijn mensen veel minder gevoelig voor deze illusie; bijvoorbeeld Zoeloe's die nog in traditionele ronde hutten wonen.